# Sclavo Automobili
La Sclavo Automobili è stata un'azienda automobilistica torinese, attiva dal 1911 al 1914.

## Storia
Azienda di piccole dimensioni con sede a Torino, nella sua storia realizzò un solo modello, la Eridano. La Eridano aveva un motore a 4 cilindri con una cilindrata di 1693 cm³ che sviluppava una potenza di 10 CV. Era venduta a un prezzo di 5.500 lire che, cosa atipica in quel periodo, comprendeva la carrozzeria e tutti gli accessori, e non solo l'autotelaio da dover completare presso un carrozziere.